# Cathédrale du Saint-Esprit de Minsk
Pour les articles homonymes, voir Cathédrale du Saint-Esprit.
La cathédrale du Saint-Esprit est la cathédrale de l'exarchat de Biélorussie du patriarcat de Moscou, située à Minsk.

## Histoire
L'histoire de la cathédrale remonte aux années 1633-1642, lorsque l'on construit le monastère catholique des Bernardines, à l'époque où la ville faisait partie de la Pologne. L'église est endommagée par un incendie en 1741 qui nécessite la reconstruction du monastère. Un monastère anciennement orthodoxe et devenu uniate au début du XVIIe siècle, voué aux saints Côme et Damien se trouvait juste à proximité.
Les Bernardines déménagent à Nesvij en 1856 et leur ancienne église passe au culte orthodoxe en 1860. La région, nommée Russie blanche, faisait alors partie de l'Empire russe. Elle est restaurée et mieux aménagée pour la liturgie orthodoxe en 1869, et l'on ouvre un monastère de moines orthodoxes. une somme, importante pour l'époque, de 13 000 roubles est consacrée aux travaux et à l'édification d'une nouvelle iconostase. Le monastère est inauguré le 4 janvier 1870 (16 janvier dans le calendrier grégorien). La communauté arrive du monastère de la Trinité de Sluzk (ou Sloutsk) et le monastère est consacré en octobre de la même année et l'église le 1er novembre.
La communauté monastique est dispersée par les autorités bolchéviques en 1922.

## Caractéristiques

### Extérieur
L'église, toute blanche, devenue aujourd'hui la cathédrale orthodoxe de Minsk, est construite sur la colline la plus haute de Minsk dans le style baroque Vilenski, très en vogue, au XVIIIe siècle, en Biélorussie. Les deux tours qui encadre la façade culminent de 34 mètres de hauteur. Le fronton est décoré d'une mosaïque représentant la Vierge. De chaque côté de la porte d'entrée, une mosaïque représente à gauche saint Michel, à droite saint Gabriel.

### Intérieur
Le maître-autel est orné d'une iconostase en bois qui s'étage sur quatre niveaux. L'iconostase est ornée d'icônes de l'école académique de Moscou. L'icône la plus vénérée est une icône miraculeuse de la Vierge (La Vierge de Minsk) du XVIe siècle.
La cathédrale abrite les reliques de sainte Sophia Olelkovich Radziwill (en) (1585-1612), petite fille de la princesse Anastasie Sloutskaïa.

## Photos

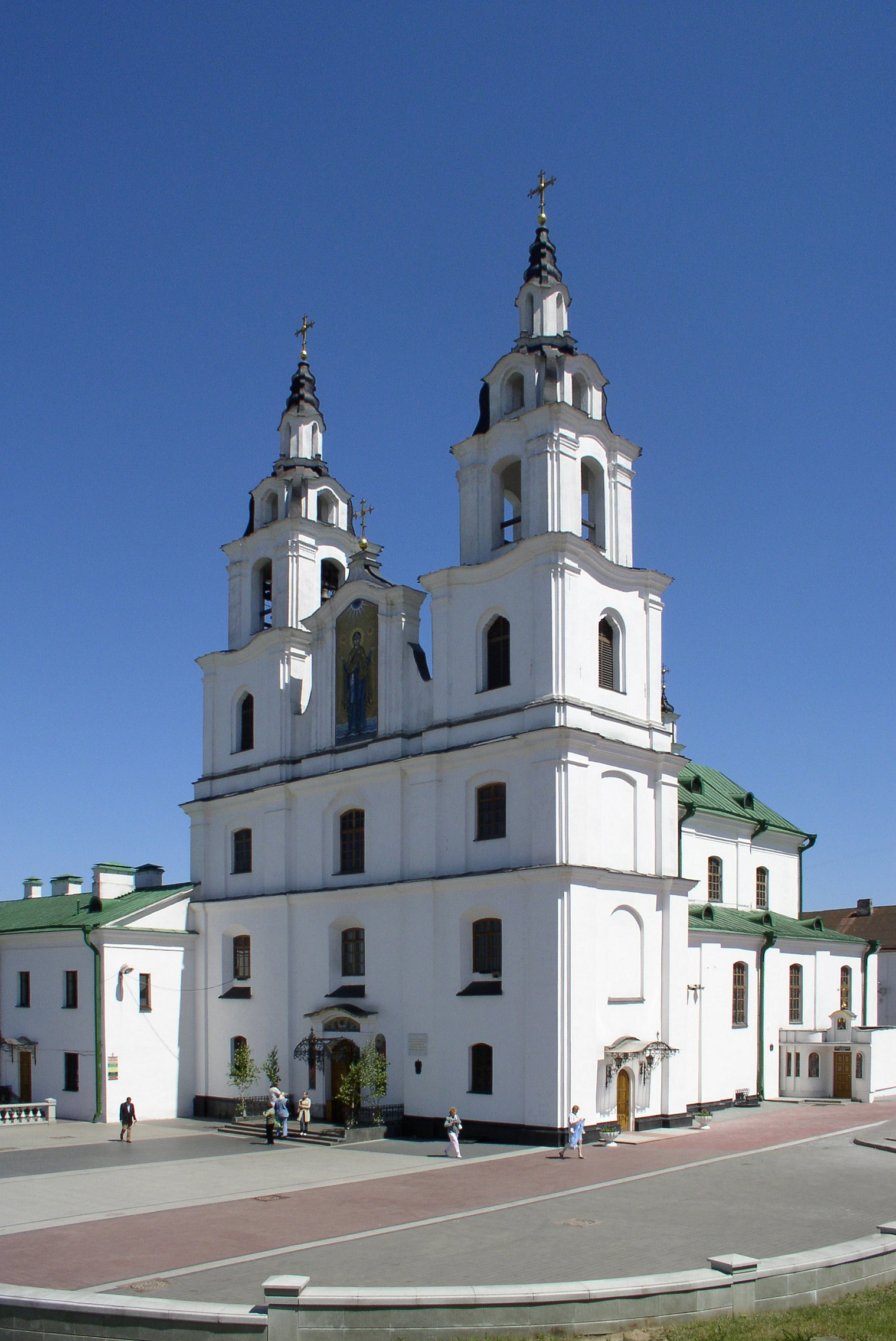
Vue de la cathédrale.
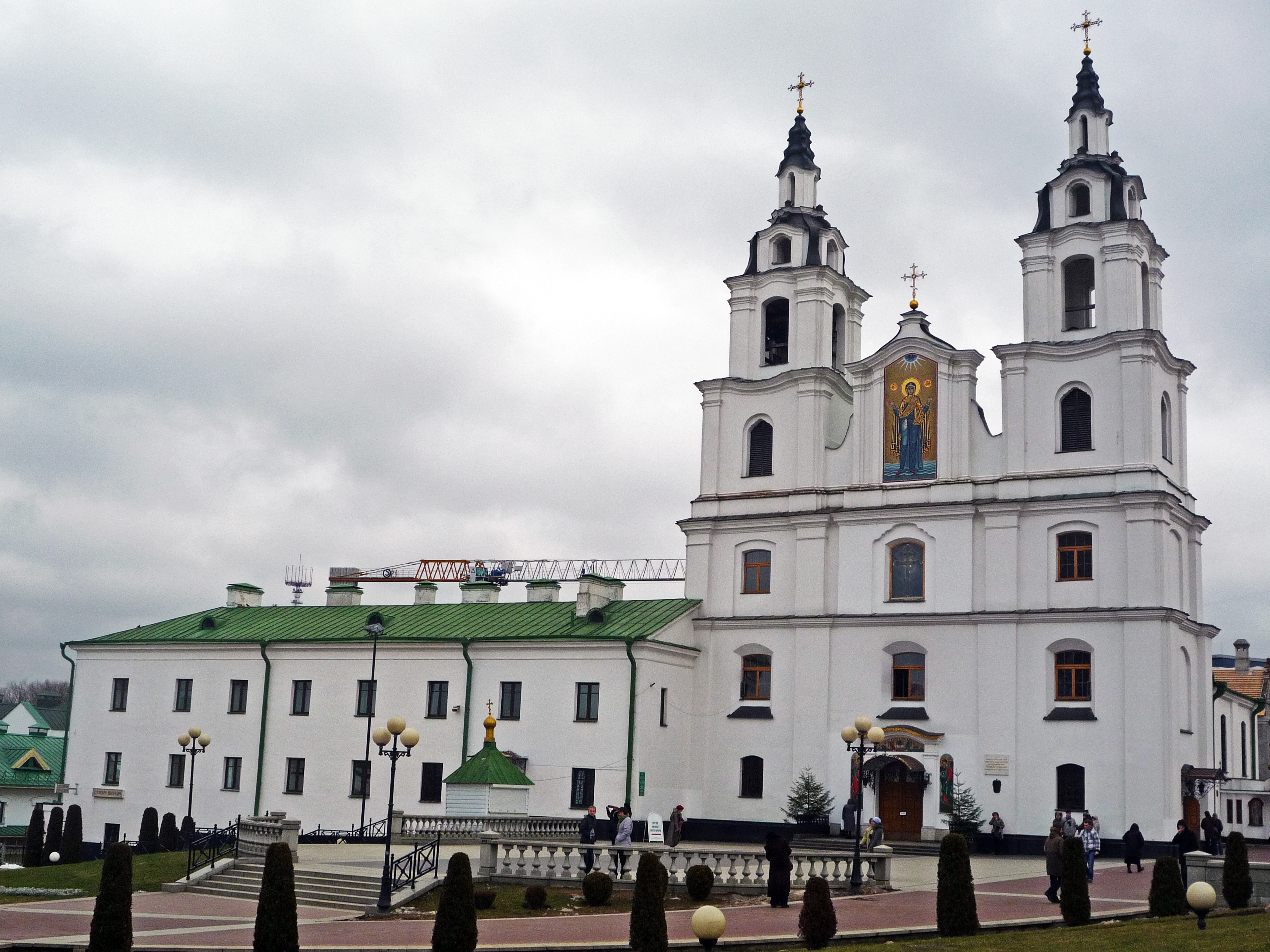
Façade de la cathédrale.
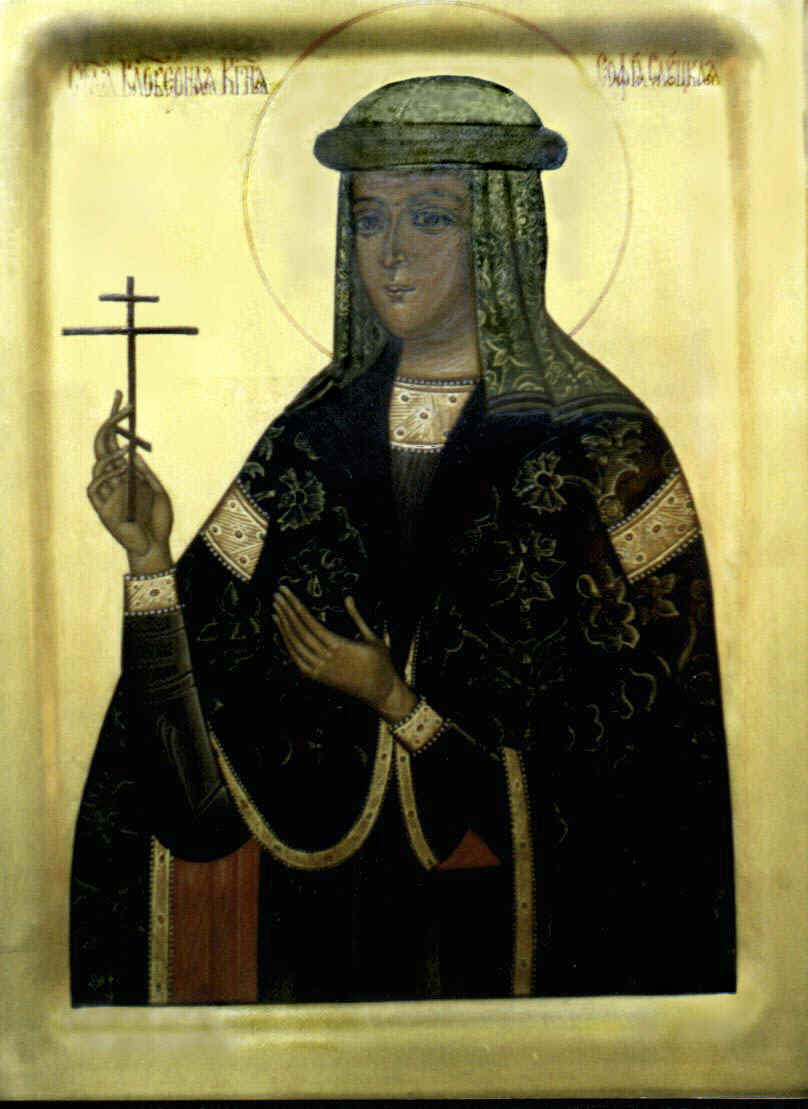
Sophie Sloutskaïa.
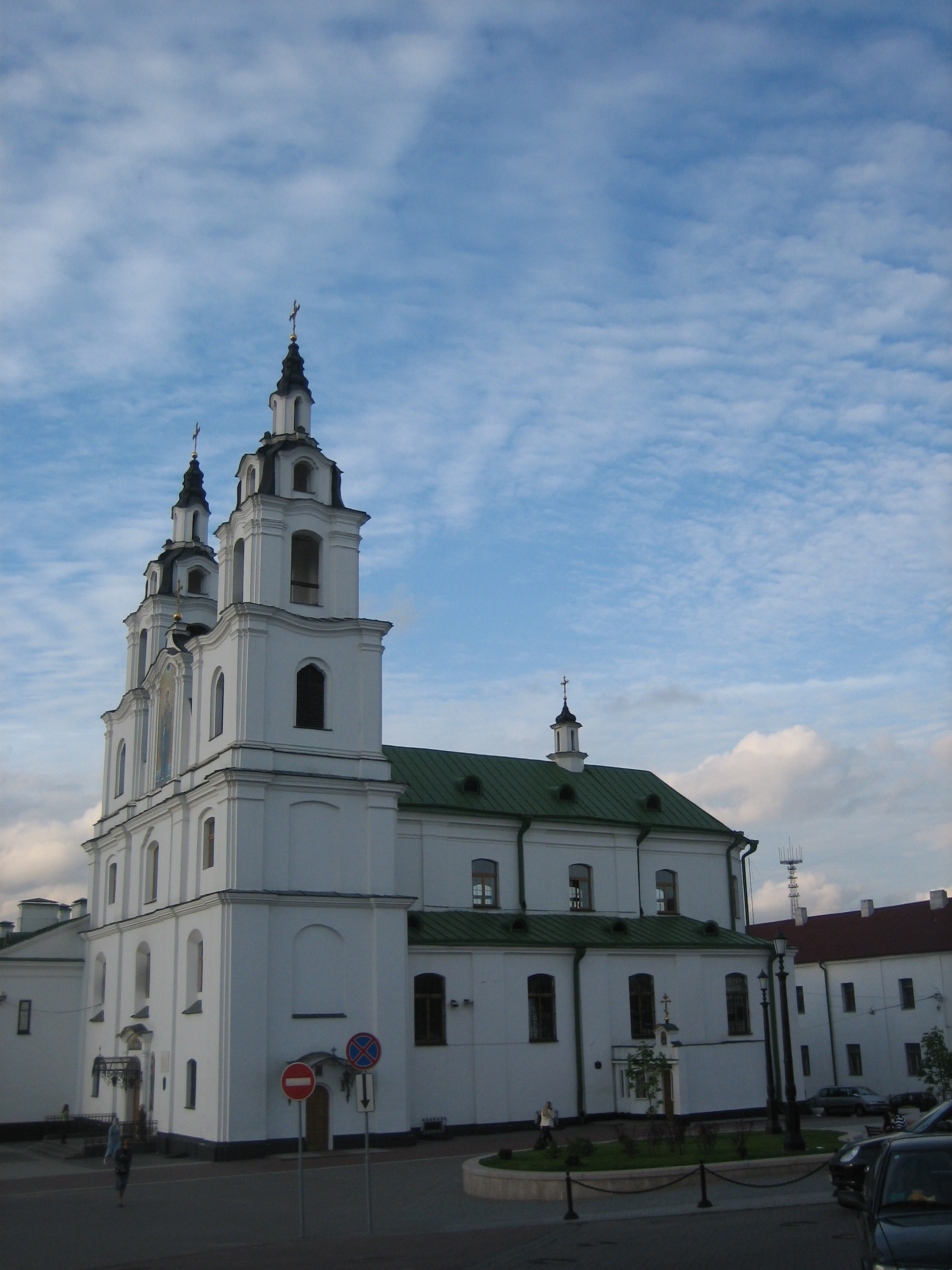
La cathédrale du Saint-Esprit au coucher du soleil
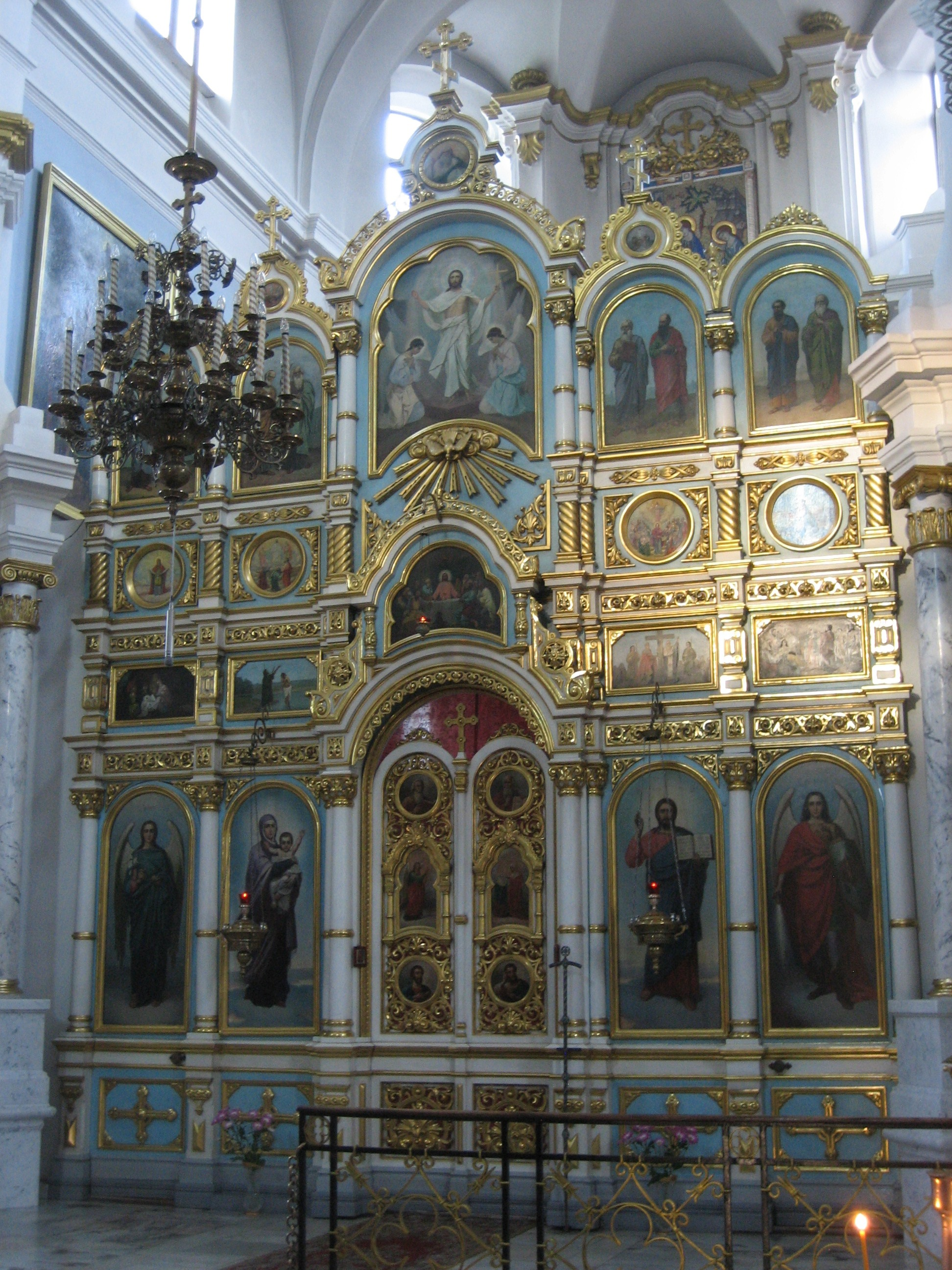
Intérieur de la Cathédrale

## Sources
- (ru) Cet article est partiellement ou en totalité issu de l’article de Wikipédia en russe intitulé « Кафедральный собор Сошествия Святого Духа (Минск) » (voir la liste des auteurs).